# Museu Field de História Natural
O Museu Field de História Natural (Field Museum of Natural History, em inglês) é um museu de história natural situado na cidade de Chicago, Illinois, nos Estados Unidos, que está localizado no Grant Park e às margens do Lago Michigan. O museu abriga mais de 20 milhões de espécies em coleção e foi incluído no Registro Nacional de Lugares Históricos em 1975, sendo considerado um dos maiores museus do mundo.
Ele mantém o seu status de museu de história natural devido ao seu tamanho, à qualidade de seus programas educacionais e científicos, assim como à sua extensa coleção de espécimes e artefatos. A diversidade e alta qualidade de suas exibições permanentes, que chegam a atrair mais de 2 milhões de visitantes anualmente, variam de conteúdo - desde os primeiros fósseis até culturas passadas e atuais do mundo todo – e traz uma programação interativa para demonstrar as necessidades urgentes de conservação nos dias de hoje.
Além disso, o Museu Field  mantém uma exibição temporária de shows itinerantes, bem como uma exibição produzida internamente. Coleções de mais de 24 milhões de espécimes e objetos também podem ser encontradas, e servem como base para os programas de pesquisa científica do museu. Essas coleções incluem um grande leque de biodiversidade, gemas, meteoritos, fósseis, assim como ricas coleções antropológicas e artefatos culturais do mundo todo. 
A biblioteca do museu, por sua vez, reúne mais de 275 mil livros, diários e arquivos de fotos focados na sistemática biológica, biologia evolutiva, geologia, arqueologia, etnologia e cultura material, que auxiliam a equipe de pesquisa acadêmica do museu e desenvolvimento de exibições.
O corpo docente e a equipe científica do Museu Field se envolvem em expedições de campo, em pesquisas de biodiversidade e cultura em todos os continentes, em treinamento de estudantes locais e estrangeiros, na administração das coleções ricas em espécimes e artefatos, e trabalha em estreita colaboração na programação de exibições públicas e iniciativas educacionais. 
O Museu Field foi incorporado pelo Estado de Illinois em 1893, passando a chamar-se Columbian Museum e estava localizado no complexo que serviu como sede da Exposição Mundial de 1893. Em 1905, o nome da instituição foi trocado para Museu Field, em homenagem a Marshall Field, que doou cerca de 1 milhão de dólares à instituição.

## História

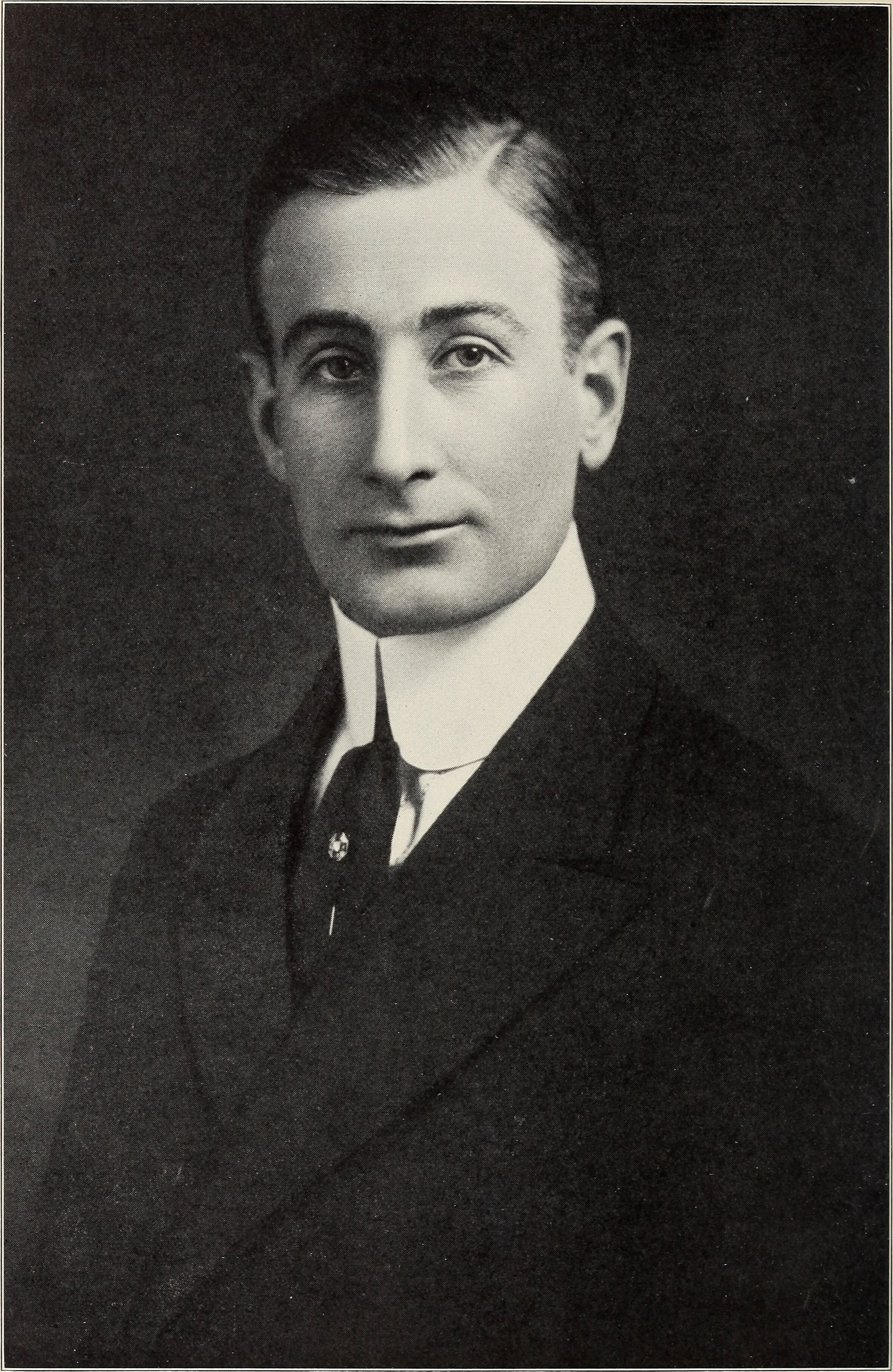
Stanley Field, Presidente do Museu Field, 1906

O Museu Field e suas coleções surgiram da “Feira Mundial: Exposição Colombiana”, também conhecida como Feira Mundial de Chicago, de 1893. Para poder hospedar as exposições e as coleções expostas na Feira para as futuras gerações, Edward Ayer convenceu o comerciante Marshall Field a financiar a construção de um museu. Originalmente intitulado “Museu Colombiano de Chicago”, em homenagem às suas origens, o Museu Field foi incorporado pelo estado de Illinois em 16 de setembro de 1893, para “acumular e disseminar conhecimento, e preservar e exibir artefatos que ilustram arte, arqueologia, ciência e história”. O Museu Colombiano de Chicago ocupou o único prédio restante da Exposição Colombiana Mundial em Jackson Park, o Palácio Belas Artes, que agora abriga o Museu da Ciência e da Indústria.
Em 1905, o nome do museu mudou de Museu Colombiano de Chicago para Museu Field de História Natural, em homenagem ao seu primeiro grande benfeitor, Marshall Field, e para refletir o seu foco nas ciências naturais. Durante o período de 1943 a 1966, o museu ficou conhecido como Museu de História Natural de Chicago. Em 1921, o museu saiu de sua localização original, em Jackson Park, para o seu local atual: Chicago Park District, situado próximo ao centro da cidade. No fim dos anos 1930, o Field se destacou como um dos três principais museus dos Estados Unidos, os outros dois sendo o Museu Natural de História Americana, em Nova Iorque, e o Museu Nacional de História Natural, em Washington DC.
O Museu Field tem mantido a sua reputação através de um crescimento contínuo, expandindo o seu leque de coleções e o resultado de suas pesquisas científicas, além de suas exposições premiadas, publicações divulgadas e programas. O Field Museu faz parte do Campus Museu, em Chicago, que inclui o Aquário John G. Shedd e o Planetário Adler.

## Coleções Científicas
Coleções de espécies e artefatos gerenciadas e mantidas de forma profissional, como as presentes no Museu Field de História Natural, são fonte principal de pesquisa para as comunidades científicas nacionais e internacionais, incentivando o acompanhamento das mudanças ambientais, beneficiando a segurança nacional, a saúde e segurança públicas e servindo ainda, às pesquisas de sistemática e taxonomia.
Muitas das coleções do Museu Field estão entre as presentes no top 10 do mundo, como a coleção de passarinhos, que ocupa a quarta posição no ranking mundial; a coleção de moluscos, uma das cinco maiores da América do Norte; e a coleção de peixes, que é uma das maiores do mundo.
A maior parte das coleções científicas do museu foram originadas de espécies e artefatos agregados entre 1891 e 1893 para a Exposição Mundial Colombiana. Desde sua fundação, o museu tem uma grande coleção antropológica, e grande parte das primeiras espécies da história natural foram compradas do Ward’s Natural History Establishment, em Rochester, Nova Iorque. É válido apontar, que o programa de extensa aquisição de novos artefatos, incluindo grandes expedições conduzidas pela curadoria do museu, resultaram em um crescimento substancial do arquivo da instituição.  
Desde sua fundação, há 50 anos, o museu adquiriu mais de 440 espécies do mundo todo por meio de expedições. Além disso, materiais foram comprados ao longo do tempo, como a coleção de borboletas Strecker, adquirida em 1908. O museu também construiu seu portfólio com doações: artefatos e espécies foram doados por colecionadores e doadores, como a coleção Boone, que possui mais de 3.500 artefatos do sudeste asiático, entre livros, retratos e objetos diversos. Além do mais, “coleções órfãs” foram e ainda são adquiridas de outras instituições, como universidades, que mudam seus programas acadêmicos, retirando aulas de pesquisa baseadas nas coleções. Um exemplo disso foram as coleções botânicas recebidas, em 1907, de universidades como Universidade de Chicago, Universidade Northwestern e Universidade de Illinois. Essas espécies são mantidas e disponíveis a pesquisadores de todo o mundo.

### Manutenção das coleções e preservação
As coleções do Museu Field são administradas por profissionais e curadores altamente capacitados em técnicas de preparo e preservação. Na verdade, grande parte das ferramentas e métodos utilizados para a manutenção dos arquivos foi e é desenvolvida lá mesmo. Carl Akeley, estudioso da taxonomia, por exemplo, foi o primeiro a desenvolver espécies de mamíferos e pássaros com aparência natural, utilizados mais tarde para exibição e estudo. Os curadores do Museu Field desenvolveram ainda, normas e melhores práticas de cuidado com as coleções, realizando contribuições notáveis para preservar os artefatos. Em uma instituição moderna que abrange diversas coleções, como o Museu Field, a grande maioria das espécies científicas e artefatos são armazenados em gabinetes desenvolvidos especialmente para aquelas coleções, colocados em containers de arquivos, etiquetados com papeis sem ácido, e situados longe da luz natural, para evitar desbotamento. Além disso, fluidos de preservação são monitorados continuamente e, em muitas coleções, a humidade e a temperatura também são monitoradas para assegurar uma preservação de longo prazo das espécies e dos artefatos. O Museu Field foi um dos primeiros museus a adotar abordagens para manter um controle de ambiente em vitrines, de forma a controlar a umidade em diversas galerias em que a umidificação no nível da sala não era algo prático.
O museu também adotou uma abordagem de baixa energia para manter uma umidade reduzida, prevenindo uma corrosão em metais arqueológicos e criando microambientes fechados e bem selados. Outras contribuições notáveis incluem métodos para tingir papéis japoneses, para colorir restaurações correspondentes em substratos orgânicos; testes em coleções para resíduos de pesticidas com metais pesados; efeito de produtos sulfurosos em vitrines; a remoção de montagens em exibição de objetos históricos e o uso de tubos de luz em vitrines.
Com o desenvolvimento das pesquisas, novos tipos de coleções, como coleções de tecidos congelados, que requerem novas técnicas de coleta e preservação, por exemplo, estão sendo incluídos nos arquivos já existentes.

## Galeria

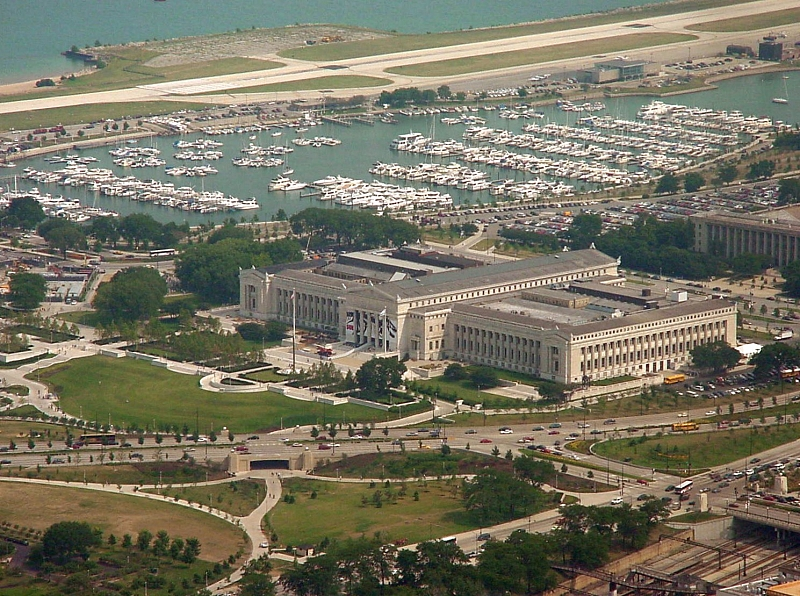
Field Museum – Visão aérea
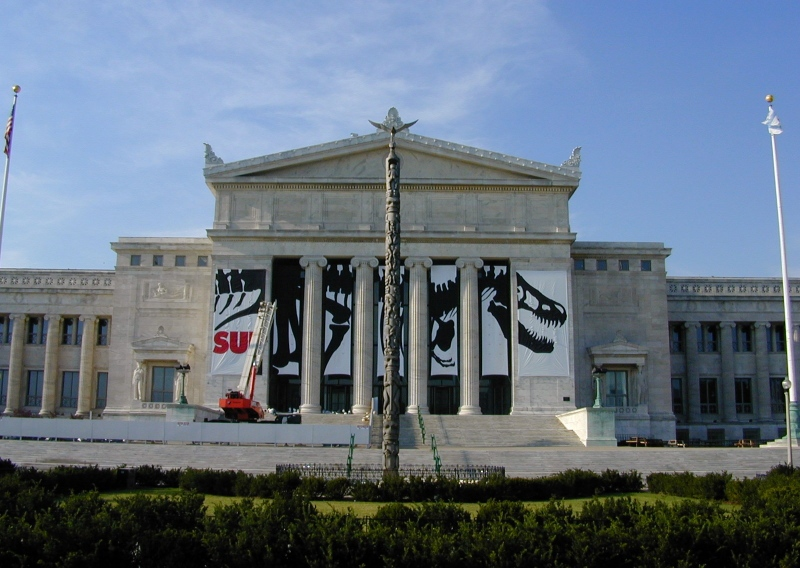
Entrada norte
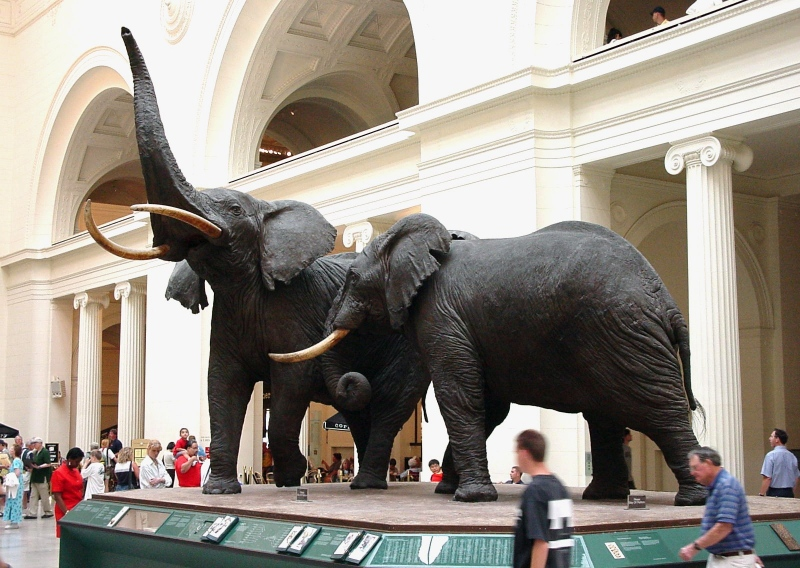
Diorama de elefante
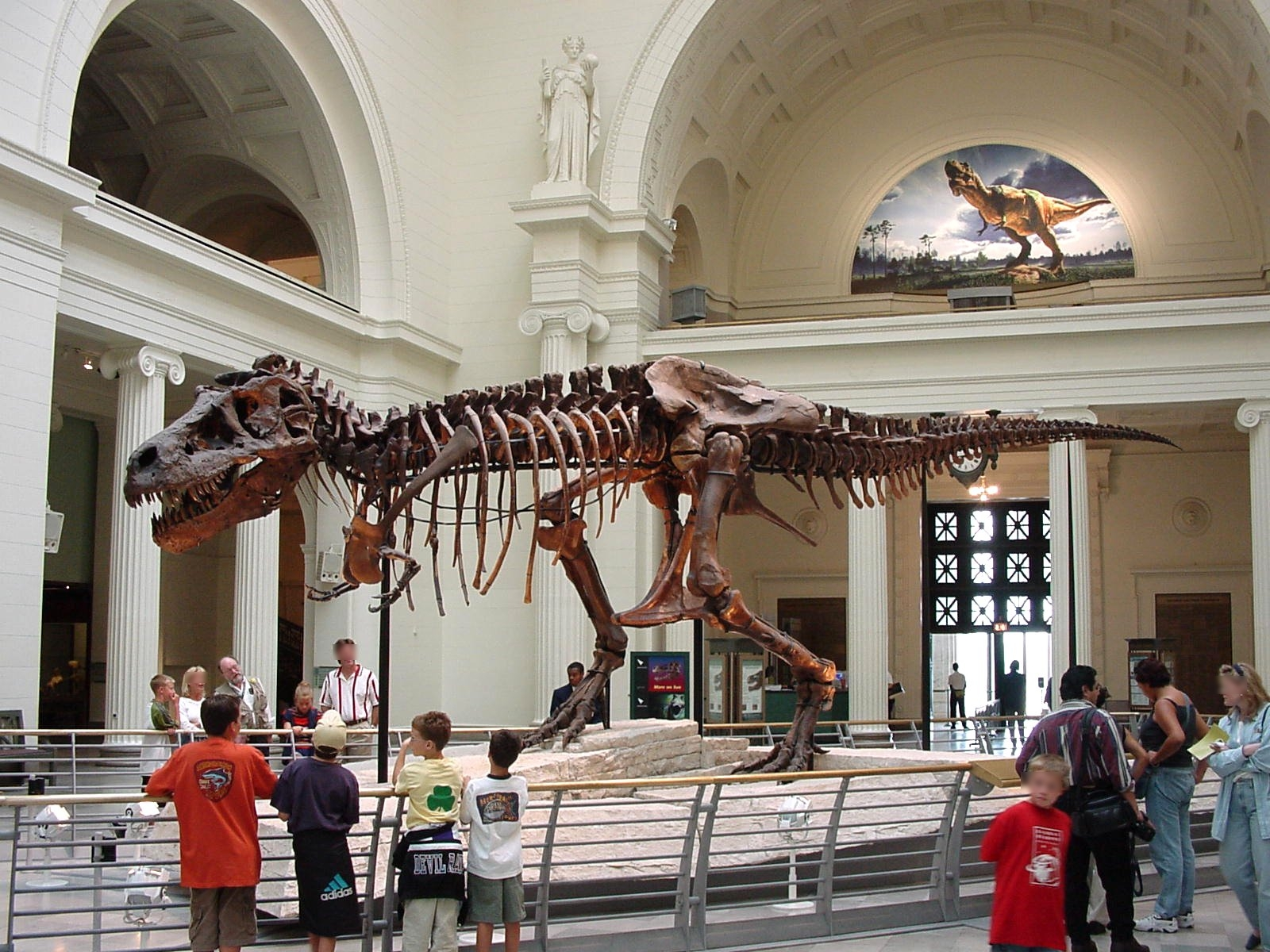
Tiranossauro Sue
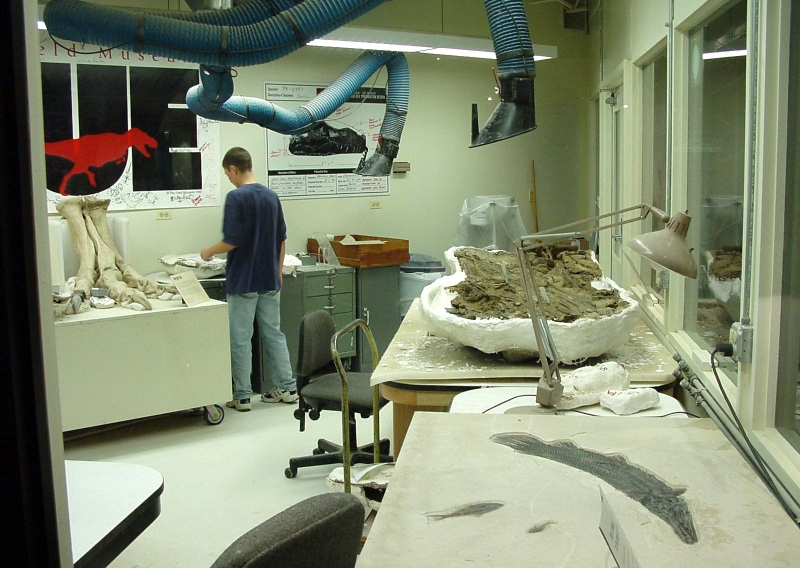
Laboratório de fósseis
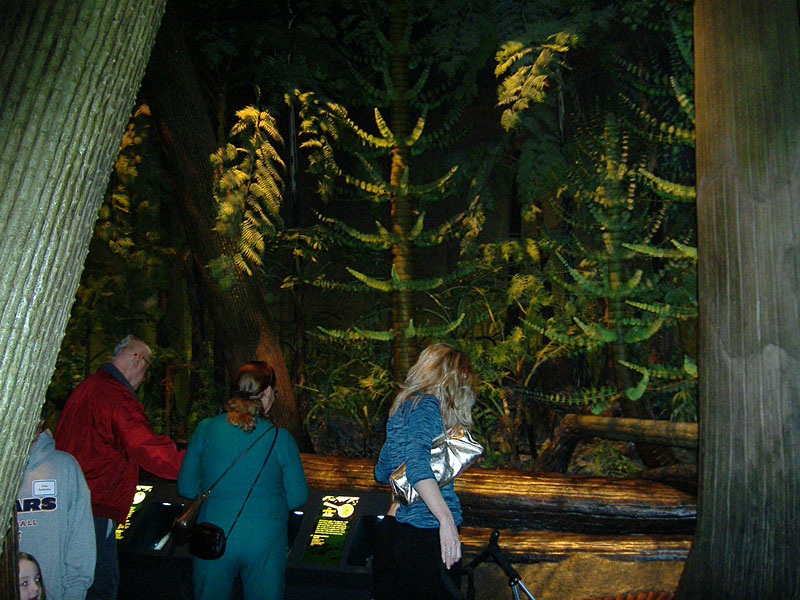
Florestas no período carbonífero
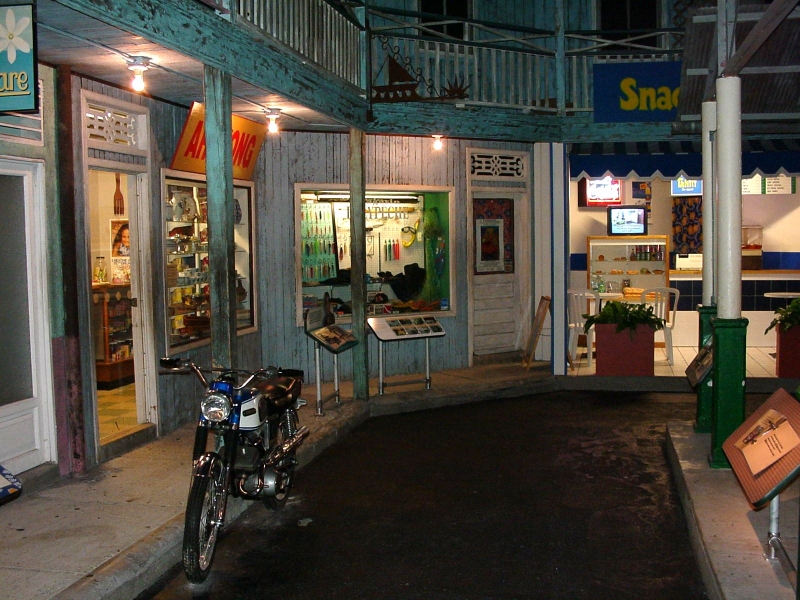
Papeete
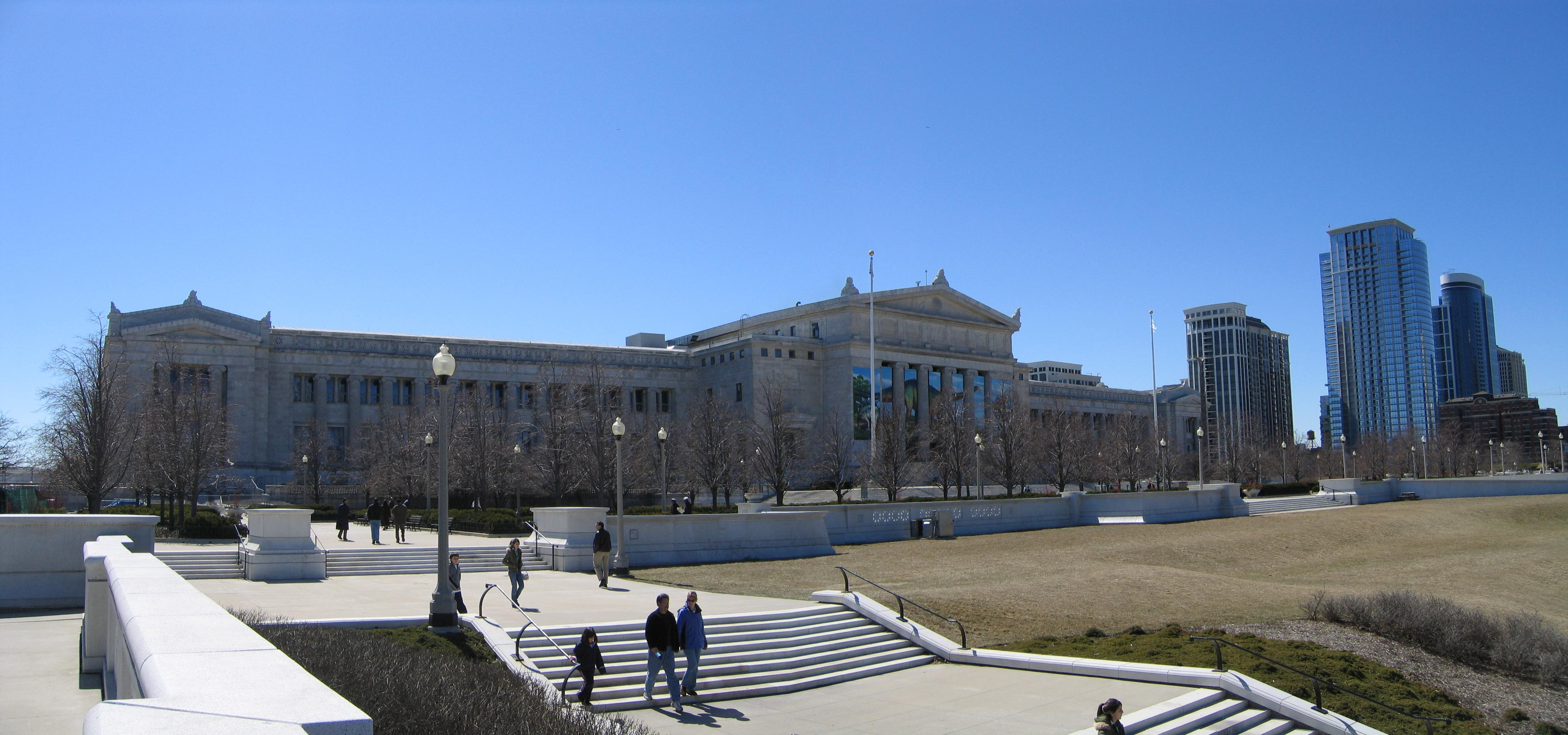
Fachada norte
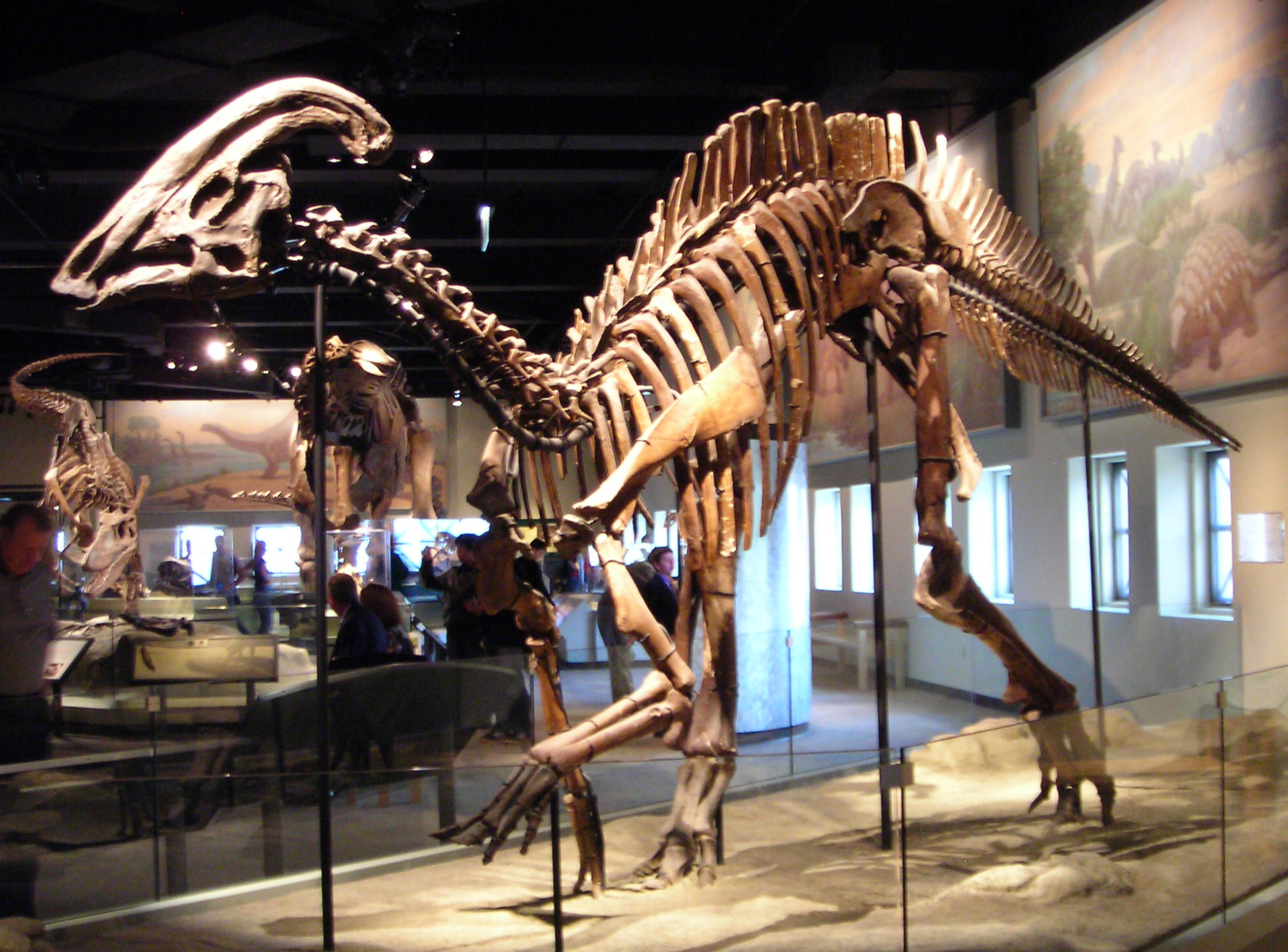
Parassaurolofo
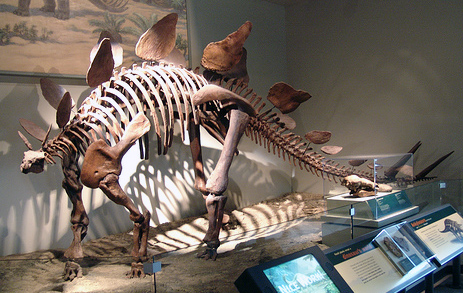
Estegossauro
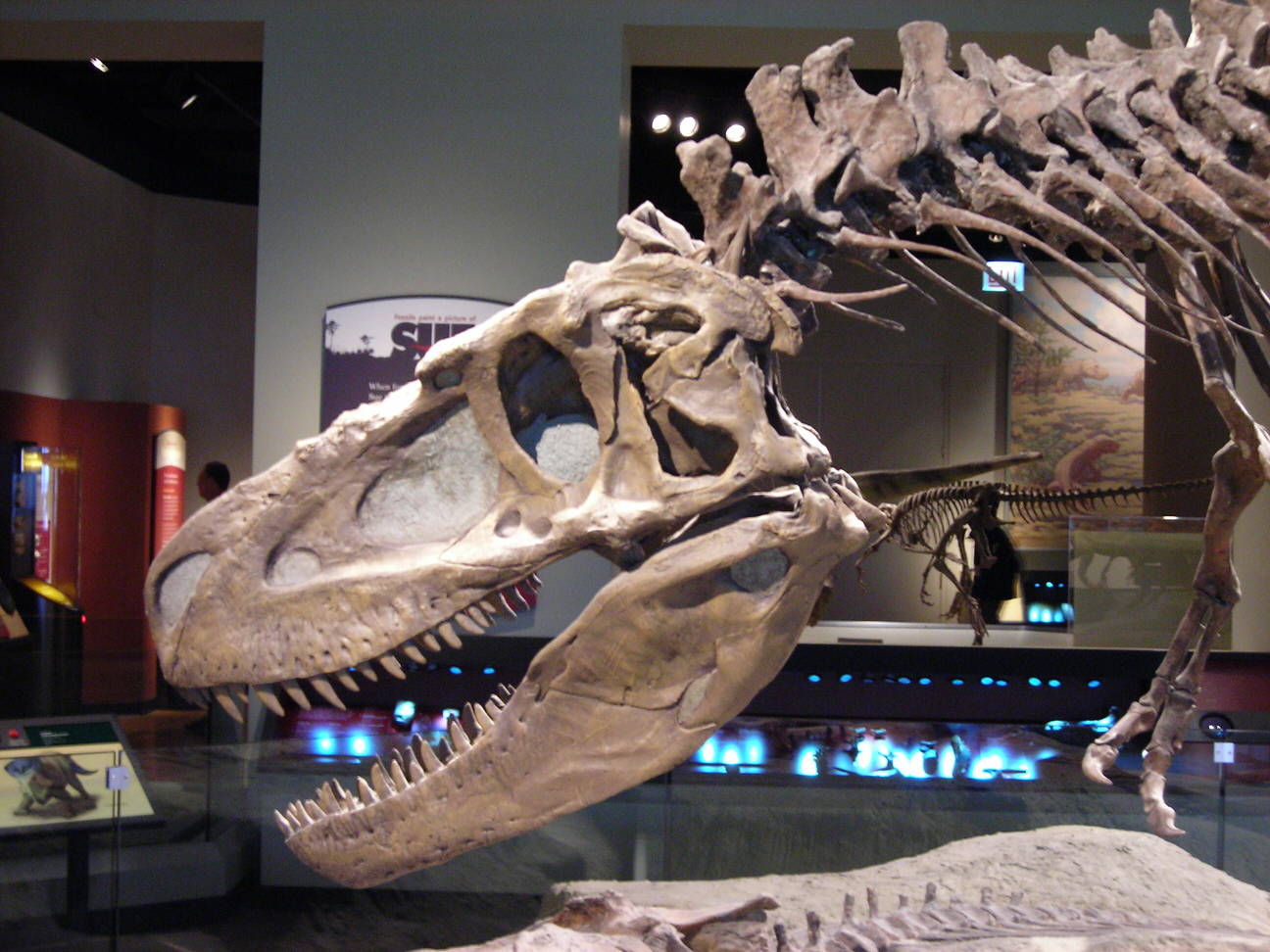
Daspletossauro
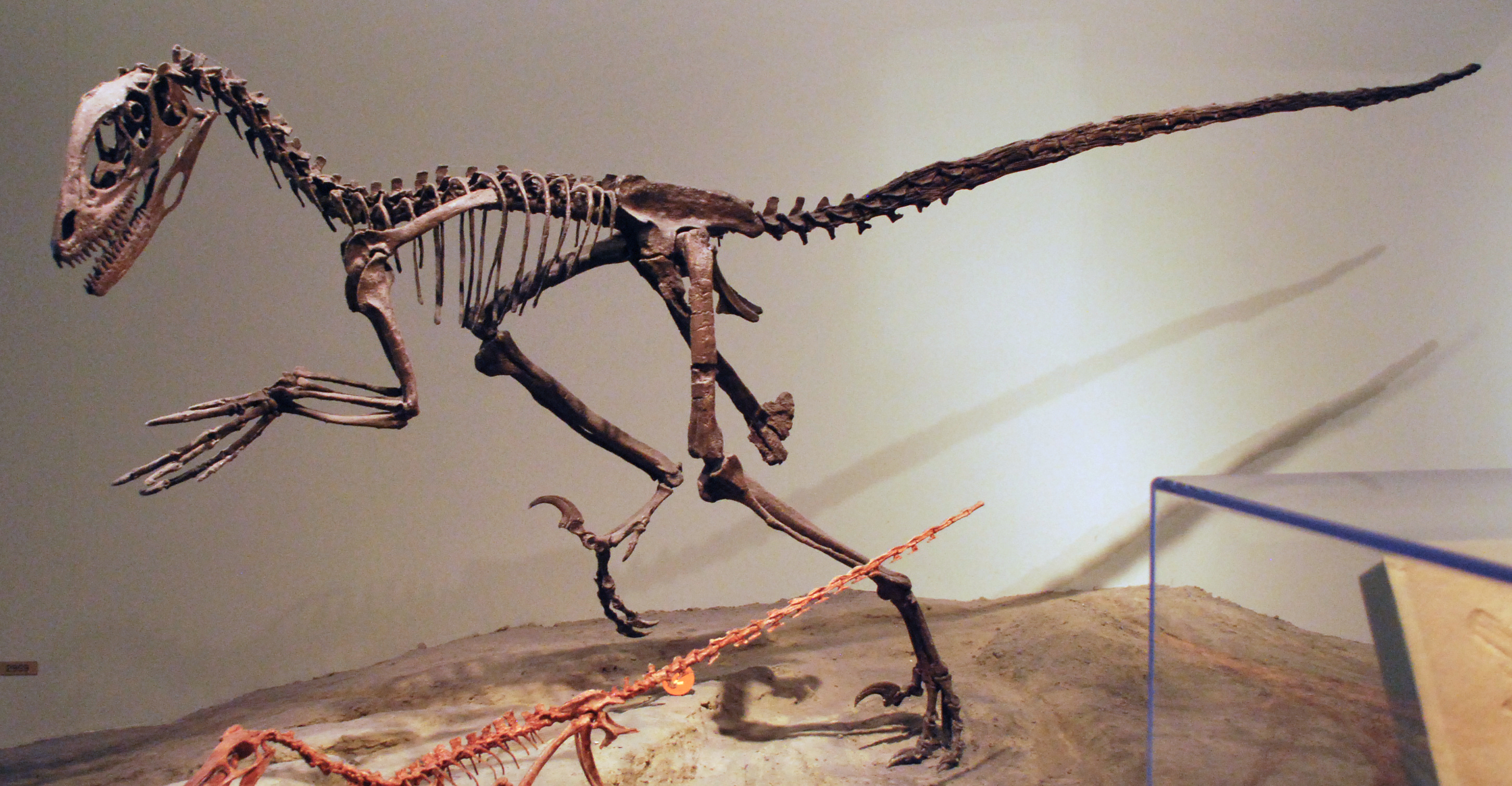
Deinonico
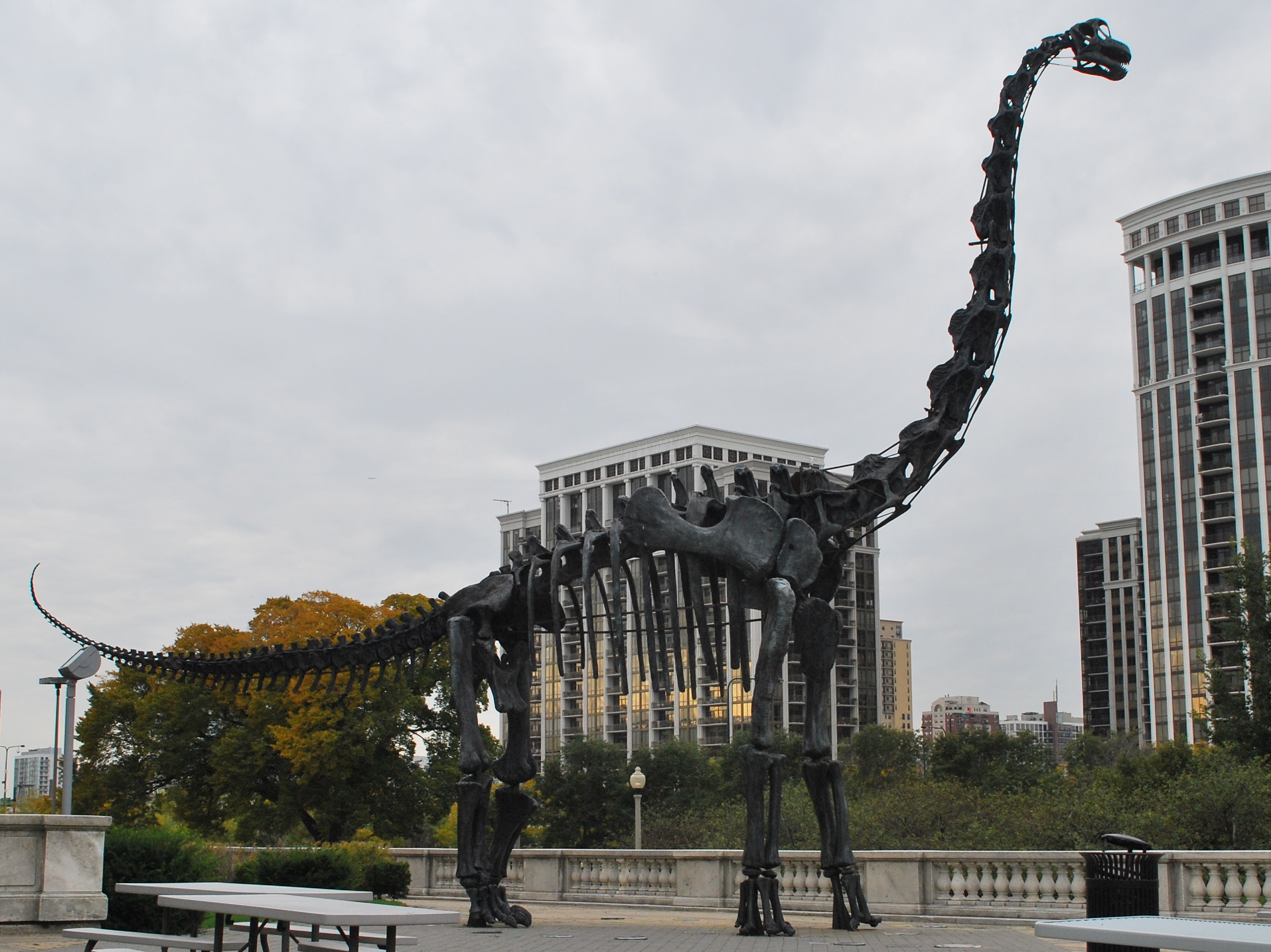
Braquiossauro